# Liste des représentants permanents du Royaume-Uni auprès de l'OTAN
La liste des représentants permanents du Royaume-Uni auprès de l'OTAN recense, par ordre chronologique, les diplomates qui ont occupé le poste de représentant permanent du Royaume-Uni, avec rang et prérogatives d'ambassadeur, au Conseil de l'Atlantique nord, plus haute instance de l'Organisation du traité de l'Atlantique nord (OTAN), à Bruxelles.
La représentation permanente est située au siège de l'OTAN, sur le boulevard Léopold III à Bruxelles.

## Représentants permanents auprès de l'OTAN
| Image | Titulaire                  | Mandat | Mandat    |
| ----- | -------------------------- | ------ | --------- |
|       | Sir Frederick Hoyer Millar | 1952   | 1953      |
|       | Sir Christopher Steel      | 1953   | 1957      |
|       | Sir Frank Roberts          | 1957   | 1960      |
|       | Sir Paul Mason             | 1960   | 1962      |
|       | Sir Evelyn Shuckburgh      | 1962   | 1966      |
|       | Sir Bernard Burrows        | 1966   | 1970      |
|       | Sir Edward Peck            | 1970   | 1975      |
|       | Sir John Killick           | 1975   | 1979      |
|       | Sir Clive Rose             | 1979   | 1982      |
|       | Sir John Graham            | 1982   | 1986      |
|       | Sir Michael Alexander      | 1986   | 1992      |
|       | Sir John Weston            | 1992   | 1995      |
|       | Sir John Goulden           | 1995   | 2001      |
|       | Sir David Manning          | 2001   | 2001      |
|       | Sir Emyr Jones Parry       | 2001   | 2003      |
|       | Sir Peter Ricketts         | 2003   | 2006      |
|       | Sir Stewart Eldon          | 2006   | 2010      |
|       | Dame Mariot Leslie         | 2010   | 2014      |
|       | Sir Adam Thomson           | 2014   | 2016      |
|       | Paul Johnston (intérim)    | 2016   | 2017      |
|       | Dame Sarah MacIntosh,      | 2017   | 2022      |
|       | David Quarrey              | 2022   | Titulaire |

## Représentants militaires auprès de l'OTAN
Les représentants militaires comprenaient :
| Représentants militaires auprès de l'OTAN | Représentants militaires auprès de l'OTAN | Représentants militaires auprès de l'OTAN | Représentants militaires auprès de l'OTAN | Représentants militaires auprès de l'OTAN |
| Image                                     | Rang                                      | Nom                                       | Mandat                                    | Mandat                                    |
| ----------------------------------------- | ----------------------------------------- | ----------------------------------------- | ----------------------------------------- | ----------------------------------------- |
|                                           | Air Chief Marshal                         | Sir William Elliot                        | 1951                                      | 1953                                      |
|                                           | Général                                   | Sir John Whiteley                         | 1953                                      | 1956                                      |
|                                           | Admiral                                   | Sir Michael Denny                         | 1956                                      | 1959                                      |
|                                           | Air Chief Marshal                         | Sir George Mills                          | 1959                                      | 1962                                      |
|                                           | Général                                   | Sir Michael West                          | 1962                                      | 1965                                      |
|                                           | Admiral                                   | Sir Nigel Henderson                       | 1965                                      | 1968                                      |
|                                           | Air Chief Marshal                         | Sir David Lee                             | 1968                                      | 1971                                      |
|                                           | Général                                   | Sir Victor FitzGeorge-Balfour             | 1971                                      | 1973                                      |
|                                           | Admiral                                   | Sir Rae McKaig                            | 1973                                      | 1975                                      |
|                                           | Général                                   | Sir David Fraser                          | 1975                                      | 1977                                      |
|                                           | Air Chief Marshal                         | Sir Alasdair Steedman                     | 1977                                      | 1980                                      |
|                                           | Admiral                                   | Sir Anthony Morton                        | 1980                                      | 1983                                      |
|                                           | Général                                   | Sir Thomas Morony                         | 1983                                      | 1986                                      |
|                                           | Air Chief Marshal                         | Sir Michael Knight                        | 1986                                      | 1989                                      |
|                                           | Admiral                                   | Sir Richard Thomas                        | 1989                                      | 1992                                      |
|                                           | Général                                   | Sir Edward Jones                          | 1992                                      | 1995                                      |
|                                           | Air Marshal                               | Sir John Cheshire                         | 1995                                      | 1997                                      |
|                                           | Vice Admiral                              | Sir Paul Haddacks                         | 1997                                      | 2000                                      |
|                                           | Lieutenant General                        | Sir Michael Willcocks                     | 2000                                      | 2001                                      |
|                                           | Lieutenant Général                        | Sir Kevin O'Donoghue                      | 2001                                      | 2002                                      |
|                                           | Air Marshal                               | SIr Robert Wright                         | 2002                                      | 2006                                      |
|                                           | Vice Admiral                              | Sir Anthony Dymock                        | 2006                                      | 2008                                      |
|                                           | Lieutenant Général                        | Sir David Bill                            | 2008                                      | 2011                                      |
|                                           | Air Marshal                               | Sir Christopher Harper                    | 2011                                      | 2013                                      |
|                                           | Vice Admiral                              | Sir Ian Corder                            | 2013                                      | 2016                                      |
|                                           | Lieutenant Général                        | Sir George Norton                         | 2016                                      | 2020                                      |
|                                           | Lieutenant Général                        | Sir Ben Bathurst,                         | 2020                                      | 2023                                      |
|                                           | Lieutenant Général                        | Sir Ian Cave                              | 2023                                      | Titulaire                                 |